# 일곱 개의 대죄 (만화)
《일곱 개의 대죄》(일본어: 七つの大罪)는 스즈키 나카바 작가가 쓰고 그린 일본 만화이다. 《주간 소년 매거진》(코단샤) 2011년 52호에 단편 게재를 거쳐, 2012년 45호부터 2020년 17호까지 연재되었다. 아서왕 신화와 그리스도교의 칠죄종을 모티브로 하여 제작되었다. 2015년 제39회 코단샤 만화상 소년 부문을 수상했다. 2023년 1월 시점에서 누계 발행 부수는 3800만부를 돌파했다.
2014년 4월 16일, TV 애니화가 발표되었다. 2014년 10월부터 2015년 3월까지 방영되었으며, 스즈키 나카바 작품의 최초의 영상화이다. 대한민국의 애니플러스에서도 방영하였다.
이후 2018년 1월부터 6월까지 일곱 개의 대죄 계명의 부활(2기)이 방영되었고, 2018년 8월 18일에 영화 《극장판 일곱 개의 대죄: 천공의 포로》가 개봉되었다.
019년 10월 9일부터 2020년 3월 25일까지 일곱 개의 대죄 신들의 역린(3기)이 방영되었다.

## 등장인물

### 일곱 개의 대죄 단원
- 분노의 죄 드래곤 씬 멜리오다스(마신족)

성우: 카지 유우키/변현우/신도 케이/김민정
일곱 개의 대죄 단장이자 마신왕의 첫째 아들이다. 마신왕을 죽이고 마신왕이 되었을 때에는 투급 100만이라는 엄청난 수치를 보여준다. 동생으로는 젤드리스와 에스타롯사 등이 있다. 마력은 풀 카운터(Full Counter)로 온갖 마력 공격을 받아친다. 3000년 전 멜리오다스는 엘리자베스와 사랑에 빠져 마신왕과 최고신의 저주를 받았다. 멜리오다스의 저주는 절대로 죽지 않는 것이다. 또한, 죽을 때마다 저주로 인해 되살아나는데, 되살아날 때마다 마신왕에게 감정을 조금씩 빼앗겨서 결국 폭주를 하게 된다. 더해서 멜리오다스는 전 십계의 통솔자다.
- 탐욕의 죄 폭스 씬 반(인간)

성우: 스즈키 타츠히사/남도형
일곱 개의 대죄 소속 성기사이다. 마력은 스내치로 물체나 상대의 힘을 가져올수 있다. 35년 전에 지바고를 만나 행복하게 살다가 지바고가 늦자 같이 훔치기로 했던 것들을 먼저 훔쳐서 칭찬을 받으려고 먼저 갔는데 바로 잡히고 만다. 지바고가 도착했을 땐 이미 반은 붙잡힌 상태였고 지바고는 반과 누군가 사이에서 선택을 하지 못하다가 곧 다른 곳으로 달려간다. 사실 수인족인 지바고는 반 대신 병사에게 발견된 자신의 아들을 구하기로 결정했던 것이었다. 하지만 이미 아들은 죽어 있는 상태였고 지바고는 반도 죽었을 거라고 생각하며 후회하게 된다. 몇 년 후 반은 인간을 불사로 만들 수 있는 생명의 샘을 마시러 간다. 반이 도착했을 땐 엘레인이라는 생명의 샘을 지키는 성녀가 계속해서 반을 내쫓았지만 숲이 반을 지켜준 것을 본 엘레인은 반의 마음속에 나쁜 의도가 없다는 것을 깨닫고 같이 숲에서 살게 되며 사랑하는 사이까지 간다. 그 후 붉은 마신이 요정왕의 숲을 불태워서 반을 죽을 위험에 놓였는데 엘레인이 샘을 반에게 먹여 반은 불사신이 되고 엘레인은 배가 뚫려서 죽게 되고 반은 요정왕의 숲을 불태우고 샘물의 파수꾼을 살해하고 생명의 샘을 탈취했다는 죄목으로 탐욕의 죄의 인장을 받았다. 그리고 호크를 스승으로 모신다.
- 나태의 죄 그리즐리 씬 킹(요정족,현 요정왕)

일곱 개의 대죄 소속 성기사이다. 엘레인의 오빠이자 헬브람의 친구이다. 디재스터로 생물의 성장을 촉진시키거나 솎아낼 수 있고 독을 맹독으로 바꿀수도 있다. 요약해서 무언가의 상태를 증가시키거나 감소시킬수 있다. 킹은 반이 엘레인을 죽였다고 생각해 계속 괴롭히지만, 수정 동굴에서 죽은 엘레인의 혼을 만나 진실을 알게 되고 반을 도와준다.
- 질투의 죄 서펀트 씬 다이앤(거인,현 거인왕)

어릴 적 킹과 같이 살았다. 그러나 킹이 떠나고 기억을 잃어서 거인 나라로 돌아와 기억을 찾지 못한 채 마트로나에게 훈련을 받는다. 잠시 산책을 나갔을 때 병사들이 다이앤을 죽이려 했으나 멜리오다스가 구해주고 일곱 개의 대죄 단원이 된다. 그러나 고서가 다이앤의 기억을 삭제하고 3기가 되어서야 기억을 되찾고 킹과 만난다. 바위나 땅을 조종한다.
- 색욕의 죄 고트 씬 고서(인형)

십계 무욕의 고서가 만든 인형이다. 십계 무욕의 고서가 성전을 끝내기 위해 희생하고 3000년동안 잠들어 다시 깨어나고 지하에서 살다가 왕녀 나자를 만나게 된다. 그리고 중성적인 외모를 이용해서 나자의 성에 메이드로 들어간다. 그러고 며칠이 지났을 무렵 나자가 지병으로 쓰러져 죽는다. 그러자 고서는 자신의 심장(인형의 심장)을 나자에게 넣어주려다가 경비병이 그 장면을 보고 나자를 강간하고 살해했다고 오해해서 색욕의 죄 고트 씬이 된다. 하지만 그 모든 사건의 진실을 알고있는 나자의 동생이자 엘리자베스의 아버지인 바르트라가 그 형벌을 줄여주고 일곱 개의 대죄 단원이 된다. 그러나 감정을 얻고 싶어 길라와 질, 다이앤의 기억을 조작한다. 감정을 되찾고 더욱 강해진다. 고서의 진짜 모습은 남자이다.
- 폭식의 죄 보어씬 멀린(베르아르인의 딸)

성우: 사카모토 마아야/박봄
벨리알루인의 딸로 태어났으나 인피니티라는 마력을 지니고 태어난다. 마신왕, 최고신이 서로 본인 쪽으로 영입하려고 서로 멀린에게 마신왕은 마계의 지식과 마신의 면역, 여신족은 마신족의 세뇌 무효 가호, 천계의 지식을 주었으나 모두 받아버리고 도망친다. 그래서 중립이던 벨리알루인의 도시가 재앙을 맞는다. 아서를 도와 카멜롯을 세운다.
- 오만의 죄 라이온 씬 에스카노르(인간)[5]

성우: 스기타 토모카즈/강수진
왕국에서 둘째 아들로 태어났으나 무서운 저주(마엘의 힘)을 받고 왕국에서 쫓겨난다(로자 유모가 나무통에 태워 피신시킨다). 피신을 하고 마물들을 죽이다가 멜리오다스와 멀린을 만나서 단원이 된다. 해가 정오면 제일 강해지고 해가 지면 기본 호크보다 2배 더 약한 투급 15의 최약체가 된다. 정오가 될시 투급 측정 불가라는 '더 원(The One 더 원)'상태를 발휘한다. 또한 '더 원 얼티밋(The One Ultimate)'이라는 생명을 마력으로 전환해 마신왕보다 더 강한 파워를 끌어 올릴 수 있는 상태가 되지만 이것을 쓰면 생명이 매우 빨리 줄어든다는 리스크가 있다. 멀린을 매우 좋아한다. 마력은 선샤인(SunShine)이다.
이 선샤인은 마엘의 태양이라는 은총이었지만, 마엘이 에스타롯사로 변한 후, 그 은총이 에스카노르를 선택해서 에스카노르의 실질적 마력이 되었다.

### 사대 천사
사대천사의 은총은 최고신이 사대천사에게 부야한 것이며 은총이 있으면 계금에 걸리지 않는다.
- 뤼드시엘

은총:섬광
마엘의 형이다.
실질적으로 사대천사의 리더역을 하고있으며
카멜롯 습격때 마가렛의 몸에서 분리된다.
- 타르미엘(대해의 은총 소유자)

은총:대해
4기 때 4개의 계금을 흡수한 마엘을 사리엘과 막다가 마엘의 공격을 받고 죽게 된다.
- 사리엘(회오리의 은총 소유자)

은총:회오리
4기 때 4개의 계금을 흡수한 마엘을 타르미엘과 막다가 마엘의 공격을 받고 죽게 된다.
- 마엘

은총:태양
사대 천사 중 가장 강력하다. 사대 천사들은 마엘이 죽었다고 생각하지만 고서(무욕의 고서)가 성전을 끝내려고 발동한 금주로 인해 자신이 에스타롯사가 된다. 그 후 다시 원래 모습으로 돌아왔을 때 에스카노르가 태양의 은총을 돌려준다.

### 돼지의 모자 주점
- 호크 (성우: 쿠노 미사키 / 장예나 / 김민정)

멜리오다스가 멀린에게 힘을 빼앗기고 기절한 후 일어나 만난 말하는 돼지이다. 연옥에서 태어난 진수지만 마신왕이 멜리오다스를 감시하려고 만나게 했다. 멜리오다스와 주점을 운영하고 있으며 자기가 굉장히 강하다고 생각한다. 후에 자신의 눈이 연옥과 연결되어 있다는 것을 알게 된다.

### 리오네스 왕국 왕녀
- 마가렛

리오네스 왕국 제 1왕녀이다.
- 베로니카

리오네스 왕국 제 2왕녀이다.
- 엘리자베스(성우: 아마미야 소라 / 김하루)

리오네스 왕국 제 3왕녀이다. 전생에는 여신족 최고신의 공주로 성기사들의 횡포를 막기 위해 일곱 개의 대죄를 찾아다니다 멜리오다스를 만나 여행을 같이 떠난다(현재 108번 환생했다). 나중에 멜리오다스와 결혼해서 '트리스탄'이란 아들을 낳는다.

### 성기사
- 헬브람(성우: 카미야 히로시)

킹의 친구이다. 러브헬름→ 추기경 헬브람→ 헬브람의 본모습 순으로 등장했다. 1기에서 죽었다가 2기에서 영혼으로 등장한 뒤 3기에서 영혼이 들어 있는 투구가 부서져 영혼이 사라진다.
- 길선더(성우: 미야노 마모루)

멜리오다스의 전 제자이다. 헨드릭슨에게 마가렛을 지키기 위해 복종하는 척하다가 나중에 일곱 개의 대죄에 협력을 한다. 뇌제의 마력을 가진 성기사이다. 멜리오다스의 명령을 잘 따른다.
- 제리코(성우: 이노우에 마리나)

일곱 개의 대죄 반이 자신의 오빠와 자신을 구해주자 반을 좋아하게 된다.
- 길라

성기사이다. 원래는 일곱 개의 대죄와 적이었으나 위기에 빠진 자신의 남동생 '질'을 구해준 다이앤을 보고 일곱 개의 대죄와 같이 싸운다.
- 비비안

멀린에게 마술을 배웠다. 마가렛의 몸에 들어간 뤼드시엘의 의해 사망했지만 드레퓌스에 의해 다시 살아났다.
- 하우저(성우: 키무라 료헤이)

바람의 마력을 가진 성기사이다. 매우 신경질을 많이 내며 길선더, 그리아모르와 친구이다. 다이앤을 짝사랑한다. 나중에는 성기사장이 되기도 한다.
- 그리아모르

월 마력을 가지고 있다. 베로니카와 서로 좋아한다. 승부욕이 매우 강하다.
- 헨드릭슨

성기사들이 할 게 없다고 생각하여 마신족을 부활시킨다. 나중에 진심으로 뉘우치며 멜리오다스 일행과 함께 움직인다.
- 드레퓌스

프라우드린이 몸 안에 들어가서 조종하고, 육체를 빼앗기고 십계가 된다. 그리아모르의 아버지이다.

### 리오네스 왕국
- 바르트라

리오네스의 국왕이다. 미래 예지력이 있다. 어릴 때 고서를 여장시켰다.
- 덴젤

창천의 육연성의 단장이자 바르트라의 친동생으로 여신족을 자신의 몸에 빙의시켜 십계를 죽이려고 했으나 실패하고 죽는다.
- 창천의 육연성

덴젤이 이끄는 기사단이다. 단원으로는 델드레, 아덴, 데스피어스, 와이요, 도게도가 있다.

### 카멜롯 왕국
- 아서 펜드래곤

카멜롯의 왕으로 자신이 마력이 있지만 아직 발현하지 않는다. 아서 왕과 원탁의 기사들, 일곱 개의 대죄 만화의 모티브이다. 멀린이 리오네스에서 쫓겨난 후 카멜롯으로 가서 아서를 도와주고 리오네스로 돌아온다. 멜리오다스를 동경한다.

### 그 외
- 캐스

아서가 수련굴에서 데려온 고양이. 후에 혼돈을 차지하려는 괴물이 된다.
- 엘레인

요정왕 숲의 성녀로 킹의 동생이다. 30년 전 반이 영원한 생명을 얻기 위해 생명의 물을 가지고 가려고 할 때 반과 사랑에 빠진다. 그러나 붉은 마신이 쳐들어와서 엘레인을 죽인다. 죽은 자의 나라에서 나오고, 신앙의 메라스큘라가 되살려서 반과 다시 만난다. 그 후 반이 자신의 몸속에 있는 생명의 샘을 엘레인에게 주어 완전히 되살아난다.

### 십계
십계가 가지고 있는 계금은 일종의 저주이며 사대천사의 은총과 비슷하다. 이 10개의 계금은 마신왕의 힘의 반이다.
- 경신의 젤드리스(마신)

성우: 카지 유우키
계금:경신
혼자서 카멜롯을 정복한 마신이다. 마신왕의 셋째(원래 둘째) 아들이다. 경신의 계금 때문에 무기와 갑옷 등을 움직일 수 없다. 십계 일원들이 일곱개의 대죄와 리오네스의 성기사들 에게 차례차례 패배하자 초조해한다. 나중엔 마신왕한테 몸을 빼앗겨 일곱 개의 대죄와 싸운다.
- 자애의 에스타롯사(여신)

성우: 토치 히로키
계금:자애
에스타롯사의 앞에서 증오를 할 경우 상처를 입힐 수 있는 힘을 잃게 된다. 마력은 멜리오다스와 같은 풀 카운터지만 '물리 공격'을 배 이상으로 받아치는 점에서 다르다.
- 진실의 갈란(마신)

계금:진실
성우: 이와사키 히로시
메라스큘라와 함께 이동한다. 갈란 앞에서 거짓말을 하면 계금 때문에 돌이 되어버린다. 에스카노르와 싸우다 자신이 계금에 걸려 돌이 되어 버린다. 나중에는 에스타롯사에게 죽어 계금을 빼앗긴다.
- 신앙의 메라스큘라(마신)

성우: M.A.O
계금:신앙
갈란과 함께 이동한다. 이 메라스큘라 앞에서 불신을 품으면 눈이 타 버린다. 본 모습은 매우 거대한 뱀이다.
- 인내의 드롤(거인)

성우: 오노 다이스케/이호산
계금:인내
전 거인왕이다. 젤드리스와의 싸움에서 지고 마신족의 편으로 간다. 멜리오다스가 십계 2명을 죽여서 자리가 남아서 글록시니아와 십계가 된다. 나중에 다이앤에게 십계가 된 것이 맞는 판단인지 물어본다.
- 안식의 글록시니아(요정)

성우: 코바야시 유스케
계금:안식
마신왕과의 싸움에서 지고 마신족의 편으로 간다. 마찬가지로 멜리오다스가 십계 2명을 죽여서 자리가 남아 드롤과 함께 십계가 된다. 자신이 여동생 게라드의 남자인 로우를 죽인 것을 후회한다.
- 불살의 그레이로드(마신)

성우: 유사 코지
계금:불살
프라우드린과 함께 성의 사람들을 괴롭힌다. 잡힌 사람을 알에 넣어서 부화하면 마신족이 되게 만든다. 불살의 계금 때문에 그레이로드 앞에서 무언가를 죽이면 죽인자의 남은 시간을 모두 빼앗기고 즉시 죽게된다.
- (전) 무욕의 고서(마신)

계금:무욕
3000년 전에 자신의 인형을 분신으로 하여 자신은 연옥의 감옥방에 갇혀 있고, 분신으로 활동하다 마신부대가 스티그마로 처들어갈 때 자신의 분신으로 메라스큘라를 조종해 방에서 탈출한다. 성전을 끝내기 위해서 자신의 인형과 같이 금주를 발동한다.
- 무욕의 프라우드린(마신)

성우: 키우치 히데노부
계금:없음
그레이로드와 함께 성 사람들을 괴롭힌다. 어스름의 포효를 죽이고 델드레, 하우저에게 치명상을 입힌다.
- 순결의 데리엘리(마신)

성우: 타카가키 아야히
계금:순결
몬스피트와 함께 마을들을 정복한다. 모든 계금을 모으라는 멜리오다스의 명령으로 에스타롯사가 계금을 빼앗으려 왔다가 몬스피트에게 순간적으로 저지당하며 데리엘리는 도망친다. 그러나 나중에 몸에 구멍이 뚫리며 에스타롯사에게 죽는다.
- 침묵의 몬스피트(마신)

성우: 츠다 켄지로
계금:침묵
데리엘리와 함께 마을들을 정복한다. 데리엘리를 좋아하지만 말을 하지 못한다. 마찬가지로 에스타롯사가 계금을 빼앗으려 왔다가 몬스피트가 희생하여 데리엘리를 도망치게 한다. 몬스피트의 계금으로 입을 다물면 입이 사라져 버린다.

## 신기
신기는 주인의 마력을 최대치로 끌어낼 수 있게 해준다. 능력이 좋은 만큼 리스크도 크다.
- 마검 로스트베인(멜리오다스)

특성은 '실상분신'이다. 특성 그대로 주인의 투급을 1/(실상분신 수)로 낮춰진다.
- 전추 기데온(다이앤)

기데온은 거인족 용으로 나왔다. 신기를 휘두르거나 찌르고, 치는 용도로 시용한다. 특성은 '피뢰침'으로 마력을 기데온이 흡수해 땅으로 보낸다.
- 성곤 크레슈즈(반)

크레슈즈는 반의 스내치에 어울리는 신기이며 4절곤이다.
- (진) 영창 셔스티폴(킹)

신수로 만든 무기는 요정왕만이 다룰 수 있는 것으로 셔스티폴은 킹만이 사용할 수 있다. 신수의 특징상 파괴되어도 다시 재생된다.
- 쌍궁 헤리트(인형 고서)

헤리트는 생명체의 정신을 조작하거나 사고를 정지시킨다. 물리 공격용으로도 사용하며 감출 수 있다.
- 명성 아르단(멀린)

아르단은 아서왕 신화에서 멀린의 엄마의 이름이다. 아르단은 감시용으로 쓰기도 하지만 공격을 할 때도 있다. 갈란과 조우 했을 때 아르단에 자신의 영혼을 넣기도 했다.
- 신부릿타(에스카노르)

특성은 차지(충전) & 파이어(방출)이다. 이걸 이용해 밤에 각성을 하면 태양을 방출할 수 있다.